# フジサンケイグループ広告大賞
フジサンケイグループ広告大賞（フジサンケイグループこうこくたいしょう）は、フジサンケイグループのマスコミ各社が主催する広告の賞である。1971年から開催されている。

## 概要
この広告賞は、1年間に放送・掲載されたテレビ・新聞・ラジオ・雑誌のCM・広告の中から、優秀作品を選ぶ。また、毎年4月上旬にはグランドプリンスホテル新高輪で贈賞式が開かれる。
2020年は新型コロナの影響で贈賞式中止となった。
2025年は男性タレント（当時）が起こした女性トラブルに伴うフジテレビの問題による影響で中止となった。

## 主催・協力

### 主催
- フジテレビ
- 関西テレビ[注 1]
- BSフジ
- 産経新聞
- サンケイスポーツ
- 夕刊フジ
- 文化放送
- ニッポン放送
- ラジオ大阪
- 扶桑社

## 賞の一覧
- メディアミックス部門グランプリ : この賞は最高賞にあたり、CMの5媒体（テレビ・新聞・ラジオ・雑誌・インターネット広告[注 2]）のうち、3媒体以上に広告展開している企業・サービスが対象。これらの媒体のCMが総合的に評価される。グランプリの他に優秀賞が3点選出される。
- メディア部門 : この賞は、4つの部門に分かれており、次のカテゴリで最優秀賞が決まる。
  - テレビ部門
  - 新聞部門
  - ラジオ部門
  - 雑誌部門

## 歴代メディアミックス部門・グランプリ受賞広告主
- 1971年：
- 1972年：
- 1973年：
- 1974年：
- 1975年：
- 1976年：
- 1967年：
- 1978年：
- 1979年：
- 1980年：
- 1981年：
- 1982年：松下電器産業（現：パナソニック）
- 1983年：
- 1984年：
- 1985年：
- 1986年：
- 1987年：
- 1988年：
- 1989年：
- 1990年：
- 1991年：
- 1992年：
- 1993年：
- 1994年：
- 1995年：
- 1996年：
- 1997年：
- 1998年：
- 1999年：
- 2000年：
- 2001年：
- 2002年（第32回）：NTTドコモ
- 2003年（第33回）：松下電器産業
- 2004年：
- 2005年（第35回）：松下電器産業
- 2006年：
- 2007年（第37回）：サントリー
- 2008年（第38回）：東芝
- 2009年（第39回）：パナソニック
- 2010年（第40回）：NTTドコモ
- 2011年（第41回）：東芝
- 2012年（第42回）：パナソニック
- 2013年（第43回）：パナソニック
- 2014年（第44回）：パナソニック
- 2015年（第45回）：日産自動車
- 2016年（第46回）：パナソニック
- 2017年（第47回）：パナソニック
- 2018年（第48回）：パナソニック
- 2019年（第49回）：トヨタ自動車「トヨタイムズ」
- 2020年（第50回）：トヨタ自動車「トヨタイムズ」
- 2021年（第51回）：サントリーホールディングス
- 2022年（第52回）：サントリーホールディングス
- 2023年（第53回）：大塚製薬

## テレビ放送
フジテレビと関西テレビで、毎年3月から5月頃に、「第○○回広告大賞」のタイトルで放送される。第1回は当時河田町にあったフジテレビスタジオで行われ、司会は当時のアナウンサー露木茂だった。1982年は愛川欽也、1991年から2011年までは明石家さんまと楠田枝里子が司会を務めていた。さらにゲストとして秋元康らが出演（以前は糸井重里が広告業界のご意見番として出演していた）。ちなみにさんま・楠田のコンビは1988年12月31日に放送された特別番組『テレビCM30年史』の司会コンビである。第41回はフジテレビアナウンサーが進行を務めている。
毎年、さんまによるその年に有名なCMをパロディにするのが恒例だった（2010年の第39回の場合、さんまが出演していたキッコーマンの「丸大豆しょうゆ」など）。
この番組は「CMの番組」である以上、提供スポンサーは不在であり途中にはCMも挟まない。そのかわり、番組内で贈賞式の模様およびメディアミックス部門グランプリと各部門の最優秀作品が紹介されるほか、登場したゲストに関係したCMも流される。
また、地方CM大賞（司会：関根勤）も行われ、全国各地のおもしろ地方CMを紹介し、大賞を決める。大賞は、司会の関根・さんま・楠田、及びゲストの多数決により決定されるが、同数だった場合は秋元・糸井などご意見番の意見が優先されることが多い。
2012年からは放送時期が5月初頭にずらす形となり、放送時間もこれまでの68分から40分短い28分に短縮して放送。さらに司会進行はさんま・楠田に代わり、西山喜久恵、山﨑夕貴（フジテレビアナウンサー）が務めた（秋元は例年通りゲスト出演）。2013年は、進行の山崎が宮澤智（フジテレビアナウンサー）に交代となった。2014年は西山アナに渡部建（アンジャッシュ）が務め、ゲストに関根と平愛梨が出演。2021年は西山アナに後藤輝基（フットボールアワー）が務め、ゲストに関根に生見愛瑠が出演。2022年は司会は2年連続で後藤と西山アナが務め、ゲストに関根に山之内すずが出演。2023年は司会は3年連続で後藤と西山アナが務め、ゲストに関根に朝日奈央が出演。2024年は司会は4年連続で後藤と西山アナが務め、ゲストに関根に松村沙友理が出演。
| 年   | 回 | 放送日  | 放送時間 | 放送時間 | 備考 |
| ---- | -- | ------- | -------- | -------- | --- |
| 2008 | 37 | 3月20日 | 15:15    | 16:25    | 北海道文化放送でも遅れネットで放送された。 |
| 2009 | 38 | 3月20日 | 14:07    | 15:15    | 北海道文化放送でも遅れネットで放送された。 |
| 2010 | 39 | 3月22日 | 14:07    | 15:15    | 北海道文化放送でも5月4日（みどりの日）の9:55 - 11:07に遅れネット放送。 |
| 2011 | 40 | 4月29日 | 14:07    | 15:15    | 北海道文化放送でも遅れネットで放送された。 |
| 2012 | 41 | 5月4日  | 15:52    | 16:20    | BSフジでは5月5日（土曜日）16:30 - 17:00に放送。 |
| 2013 | 42 | 5月3日  | 15:30    | 16:00    | 関西テレビでは5月6日（月曜日）16:18 - 16:48に放送。 BSフジでは5月19日（日曜日）15:30 - 16:00に放送。 |
| 2014 | 43 | 5月3日  | 11:10    | 11:40    | 関西テレビでは同日11:15 - 11:45に放送。 |
| 2015 | 44 | 5月2日  | 10:55    | 11:25    | 関西テレビでは5月3日（日曜日）6:30 - 7:00に放送。 |
| 2016 | 45 | 5月7日  | 10:55    | 11:25    | 関西テレビでは5月8日（日曜日）6:30 - 7:00に放送。 BSフジでは5月21日（土曜日）14:00 - 14:30に放送。 |
| 2017 | 46 | 5月6日  | 10:55    | 11:25    | 関西テレビでは5月7日（日曜日）6:30 - 7:00に放送。 BSフジでは5月21日（日曜日）12:00 - 12:30に放送。 北海道文化放送でも6月10日（土曜日）5:30 - 6:00に放送。                                                                    |
| 2021 | 50 | 5月8日  | 14:30    | 15:00    | 関西テレビでは5月16日（日曜日）5:15 - 5:45に放送 テレビ西日本でも5月22日5:00-5:30に放送。 それとは別に50回記念特番をフジテレビでは5月5日(未明)2:25 - 3:55に放送。 この50回記念特番は山﨑夕貴(フジテレビアナウンサー)が進行。 |
| 2022 | 51 | 5月7日  | 16:00    | 16:30    | 関西テレビでは5月15日（日曜日）5:15 - 5:45に放送 テレビ大分では5月19日（木曜日）2:24 - 2:54に放送 BSフジでは5月14日（土曜日）16:00 - 16:30に放送                                                                             |
| 2023 | 52 | 5月6日  | 15:30    | 16:00    | 関西テレビでは5月21日（日曜日）5:15 - 5:45に放送 BSフジでは5月13日（土曜日）13:30 - 14:00に放送 |
| 2024 | 53 | 5月4日  | 15:30    | 16:00    | 関西テレビでは5月19日（日曜日）5:15 - 5:45に放送予定 BSフジでは5月11日（土曜日）15:25 - 15:55に放送 |

※注 放送時間はフジテレビ、関西テレビ、BSフジに準ずる。

## DVD
- 関根勤のおもしろ地方CM大賞 スゴイ編（2010年12月1日、ポニーキャニオン）
- 関根勤のおもしろ地方CM大賞 爆笑編（2010年12月1日、ポニーキャニオン）
この番組で取り上げられたユニークな地方CMを紹介（各55分）。関根勤、加藤綾子フジテレビアナウンサーが出演。